# Vernachlässigung
Vernachlässigung ist das ständige und/oder wiederholte Unterlassen fürsorglichen Verhaltens durch Eltern oder sorgeberechtigte Personen. Dabei kommt es u. a. zu einer Mangelversorgung bei der Ernährung, Körperhygiene, gesundheitlichen Versorgung, Beaufsichtigung und Betreuung, emotionalen (liebevollen) Zuwendung und intellektuellen und psychosozialen Förderung. Oft kommt es auch vor, dass jemand vergessen oder ihm Hilfe vorenthalten wird.
Häufig davon betroffen sind Babys, Kinder, Kranke, Behinderte (besonders geistig Behinderte), Arme, Alte, einsame Menschen, Hilflose und Leute in Heimen oder Krankenhäusern. In der Regel werden zwei Formen von Vernachlässigung unterschieden – die körperliche und die psychische.

## Formen

### Körperliche Vernachlässigung
Darunter versteht man die mangelhafte oder fehlende Pflege eines Menschen, zum Beispiel, wenn ein Patient nicht behandelt wird oder wenn jemand im Dreck liegengelassen wird. Auch die falsche Vergabe und Anwendung von Medikamenten in Krankenhäusern kann man als mangelhafte Pflege bezeichnen. Häufig sind davon kranke und alte Menschen betroffen, besonders Patienten in Krankenhäusern, in Alters- und Pflegeheimen. Körperliche Vernachlässigung kann gravierende Folgen haben, beispielsweise die Nichterkennung von Krankheiten, Liegegeschwüre (Dekubitus), Unterernährung, Fehlernährung und Infektionen. In extremen Fällen kann körperliche Vernachlässigung zum Tod führen.

### Psychische Vernachlässigung
Psychische Vernachlässigung (auch emotionale Vernachlässigung) ist die lieblose und unpersönliche Betreuung eines Menschen, zum Beispiel Anschreien, Einschüchterung, Beleidigung, Missachtung oder Sündenbockstellung der Kinder. Betroffen sind vor allem Kinder, Kranke, Patienten in Pflegeheimen, Behinderte und Alte in Altersheimen.
Die Folgen von psychischer Vernachlässigung sind erst auf den zweiten Blick zu erkennen. Bei Kindern kommt es teilweise zu Entwicklungsverzögerungen und Fehlentwicklungen (zum Beispiel eine Anpassungsstörung, eine Belastungsstörung oder eine Bindungsstörung). Erwachsene Patienten in Krankenhäusern oder Altersheimen leiden beispielsweise unter Depressionen oder sie regredieren (erworbene Fähigkeiten gehen wieder verloren). Emotionale Vernachlässigung und dauernde Missachtung kann zu psychischer Deprivation, Hospitalismus und nichtorganischen Gedeihstörungen führen. Bei Kindern führt sie über die Schädigung des Grundvertrauens regelmäßig zu Beeinträchtigungen der emotionalen Intelligenz.

### Vernachlässigung und Gewalt
Ein weiteres Problem ist die körperliche Gewalt gegen Alte und Kranke in Alters- und Pflegeheimen und die Anwendung freiheitsentziehender Maßnahmen in Heimen. Schätzungen zufolge sterben jährlich etwa 10.000 Menschen in Alters- und Pflegeheimen in Deutschland an Vernachlässigung. Häufig gibt es zu wenig Erzieher und Pfleger in den Heimen, sie sind überlastet und haben kaum Zeit für die Patienten. Menschen in Pflegeberufen sind oft schon nach einigen Monaten „ausgebrannt“ und erschöpft und quittieren den Dienst. Aus diesen Gründen kommt es häufig vor, dass Heiminsassen geschlagen, festgebunden, nicht gewaschen oder gefüttert oder mit Medikamenten ruhiggestellt werden.

## Prävention und Gegenmaßnahmen
Inzwischen gibt es erste Ansätze für eine bessere Betreuung von chronisch Kranken, Behinderten und Alten. In vielen Intensivstationen wird mittlerweile der Hautkontakt zwischen Mutter und Baby erlaubt, um schwerwiegende Folgen für das Kind zu vermeiden. Für behinderte Menschen gibt es zum Beispiel das betreute Wohnen. Die Hospizbewegung kümmert sich vor allem um todkranke Menschen. Das integrative Lebensmodell von Geel (Belgien) hat weitere Nachahmer in Deutschland, Frankreich und der Schweiz gefunden.

## Gesetzliche Regelungen
Die körperliche und/oder psychische Vernachlässigung von Kindern und Jugendlichen wird auch Verwahrlosung genannt (Art. 6 Abs. 3 Grundgesetz). Die Kinder- und Jugendhilfe (als Teil der staatlichen Ordnung) hat gemäß § 8a SGB VIII für Kinderschutz zu sorgen.
Die Verletzung der Fürsorge- oder Erziehungspflicht gegenüber einer Person unter sechzehn Jahren ist in Deutschland ein Straftatbestand (§ 171 StGB).
Auch in anderen Ländern gibt es Gesetze, auf deren Grundlage Eltern und Erziehungsberechtigte bestraft werden können, die Kinder unbeaufsichtigt z. B. zu Hause lassen oder es zulassen, dass Kinder sich unbeaufsichtigt durch die Nachbarschaft bewegen. Ein Beispiel bildet der US-Bundesstaat Illinois, in dem Kinder unter 14 Jahren nicht „unvernünftig lange“ unbeaufsichtigt gelassen werden dürfen. In Silver Spring, Maryland wurde 2014 und 2015 ein Elternpaar wegen des Verdachts auf Kindesvernachlässigung behördlich untersucht, das es seinen 10- und 6-jährigen Kindern erlaubt hatte, unbeaufsichtigt im benachbarten Stadtpark zu spielen.